# Ilona Wrońska
Ilona Katarzyna Wrońska (ur. 17 września 1977 w Lęborku) – polska aktorka.

## Życiorys
Jest technikiem rolnikiem. W 2002 ukończyła Państwową Wyższą Szkołę Teatralną we Wrocławiu.
W latach 2003–2020 wcielała się w rolę Kingi Brzozowskiej w serialu TVN Na Wspólnej.
Występowała w teatrach: Teatrze Polskim we Wrocławiu (2001), Teatrze Polskim w Bydgoszczy (2002–2003) oraz Teatrze Śląskim im. Stanisława Wyspiańskiego w Katowicach (2004).
Pojawiła się w reklamie serum rewitalizującego Bioliq.

## Filmografia
- 2002: Arche. Czyste zło – Ilona
- 2003–2020: Na Wspólnej – Kinga Brzozowska
- 2004: Kryminalni – Grażyna Rolicka (odc. 13)
- 2010: Licencja na wychowanie – Lucyna (odc. 66)
- 2011: Proste pragnienia
- 2016: Komisarz Alex – Ilona Kondracka (odc. 99)
- 2021, 2023: Mecenas Porada – Sabina Dec, dyrektorka przedszkola (odc. 6, 21)
- 2021–2023: Pierwsza miłość – pisarka Miłka Szafrańska
- 2024: Korona królów. Jagiellonowie – księżna Aleksandra Drucka